# Infanterie-Mobilitätsfahrzeug

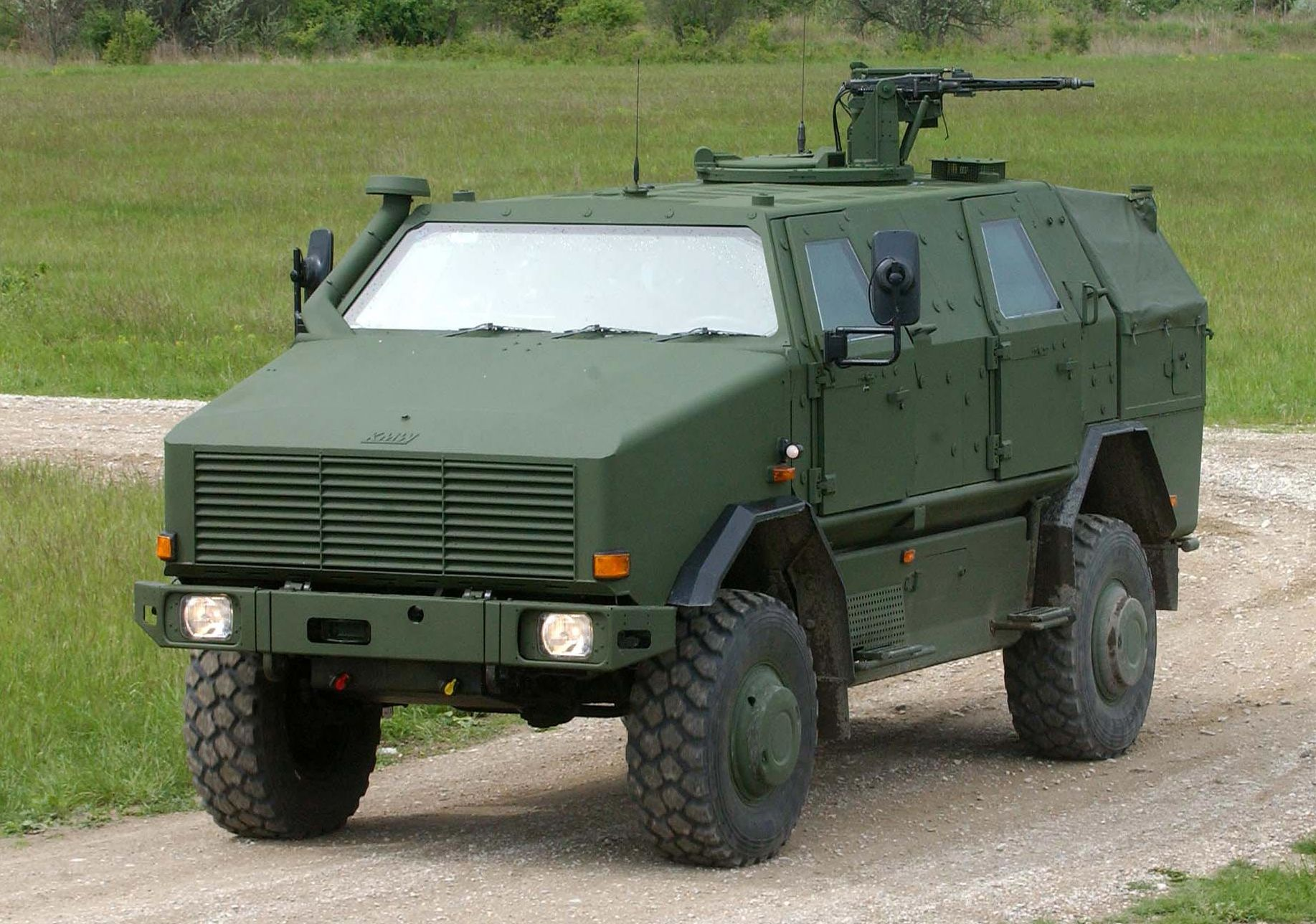
Das ATF Dingo der deutschen Bundeswehr ist ein gut geschütztes Infanterie-Mobilitätsfahrzeug, das von mehreren europäischen Armeen eingesetzt wird.

Ein Infanterie-Mobilitätsfahrzeug (IMV) ist ein Mannschaftstransportwagen (APC) auf Rädern, der als militärisches Patrouillen-, Aufklärungs- oder Sicherheitsfahrzeug dient. Beispiele hierfür sind ATF Dingo, Iveco LMV, Oshkosh M-ATV, AMZ Dzik, AMZ Tur, ESK Mungo und Bushmaster IMV. Dieser Begriff gilt auch für Fahrzeuge, die im Rahmen des MRAP-Programms eingesetzt werden.
MVs wurden als Reaktion auf die Bedrohungen der modernen Kriegsführung entwickelt, wobei der Schwerpunkt auf dem Schutz der Besatzung und der Minenresistenz lag. Ähnliche Fahrzeuge gab es schon lange bevor der Begriff IMV geprägt wurde, etwa das französische VAB und das südafrikanische Buffel. Der Begriff wird immer häufiger verwendet, um leichte 4x4-Rad-APCs von den traditionellen 6x6- und 8x8-Rad-APCs zu unterscheiden. Die hochgepanzerte M1114-Humvee-Variante kann als Adaption des ungepanzerten Humvee für die IMV-Rolle angesehen werden.

## Herkunft
1994 erkannte das australische Verteidigungsministerium die Notwendigkeit, Infanterie durch den Erwerb ungeschützter und geschützter Fahrzeuge zu mobilisieren. Dies führte schließlich zur Entwicklung des Bushmaster IMV, das später als Bushmaster Protected Mobility Vehicle bezeichnet wurde.

## Geschichte
Infanteriemobilitätsfahrzeuge wurden erstmals während des Rhodesian Bush War benutzt. Als Reaktion auf die wachsende Bedrohung durch Minen wurden eine Reihe von „Mine Ambush Protected“-Fahrzeugen ab etwa 1972 auf improvisierte Weise von Regierungstruppen Rhodesiens in Werkstätten und nationalen Stahlverarbeitungsfirmen hergestellt. Ähnliche Fahrzeuge wurden von Südafrika entwickelt, wie z. B. der Casspir.
Das Bushmaster IMV wurde in den 1990er Jahren für das australische Militär entwickelt und Hunderte von Fahrzeugen wurden in Dienst gestellt.
Als Reaktion auf die zunehmende Bedrohung durch IEDs im globalen Krieg gegen den Terror wurde eine große Anzahl von IMVs von den Kriegführenden erworben. Im Jahr 2002 begann das United States Marine Corps mit dem Einsatz von Cougars, die von Force Protection für den Einsatz in Afghanistan gebaut wurden. Tausende Einheiten wurden im Rahmen der American Mine Resistance Ambush Protected- und Joint Light Tactical Vehicle-Programme bestellt. IMVs wurden von ISAF-Truppen in großem Umfang in Afghanistan eingesetzt. Sie wurden während des Irak-Krieges von den USA, Großbritannien und Australien eingesetzt.
Im Jahr 2018 wurden Peschmerga-Truppen in Syrien in in den USA gebauten IMVs gesichtet.

## Zweck
Infanterie-Mobilitätsfahrzeuge sollen leichtere, weniger geschützte Fahrzeuge bei Nachtruppen und bei Konflikten geringer Intensität ersetzen. Sie sind eine geschütztere Alternative zu Jeeps und mittelgroßen Lastkraftwagen im Streifen- und Transporteinsatz. Sie dienen der Abwehr von Minen und Hinterhalten. Dazu gehören sporadischer Kleinwaffenbeschuss, Bedrohungen wie IEDs und Panzerabwehrminen sowie tragbare Panzerabwehrwaffen wie das RPG-7.

## Design
Infanterie-Mobilitätsfahrzeuge haben ein ähnliches Design wie die Lastkraftwagen, die sie ersetzen sollen. Die Front- und Seitenwindschutzscheiben sind aus Panzerglas. Sie verfügen im Allgemeinen über einen V-Rumpf-förmigen Unterbau mit zusätzlichen Funktionen zum Schutz der Besatzung, wie Vierpunkt-Sicherheitsgurten und Sitzen, die am Dach oder an den Seiten des Fahrzeugs hängen. IMVs sind resistent gegen Kleinwaffen und Sprengstoffe, aber nicht dafür ausgelegt, schweres Maschinengewehr- und Kanonenfeuer oder Hohlladungsangriffe abzuwehren.
Infanterie-Mobilitätsfahrzeuge tragen die für Mannschaftstransportwagen typische Bewaffnung. Viele verfügen über ein Maschinengewehr auf dem Dach, entweder auf einer Ringhalterung oder eine Fernbedienbare Waffenstation
IMVs sind in der Regel so konzipiert, dass sie einen viel besseren Schutz vor IEDs bieten als andere gepanzerte Fahrzeuge, wobei die Besatzungen in der Lage sind, Explosionen zu überleben, die bei konventionelleren gepanzerten Mannschaftstransportwagen tödlich wären. Sie sind typischerweise viel schwerer als ungepanzerte Fahrzeuge, mit einem Gewicht von typischerweise mehr als sechs Tonnen und bis zu dreißig Tonnen.
Da sie eher für Patrouillen und Transportzwecke als für den direkten Kampf konzipiert sind, sind sie auf eine gute Mobilität auf der Straße ausgelegt. Sie sind oft in der Lage, Straßengeschwindigkeiten von annähernd oder mehr als 100 km/h zu erreichen, was für ein gepanzertes Fahrzeug eine hohe Geschwindigkeit ist. Die Manövrierfähigkeit im Gelände kann aufgrund des fehlenden Allradantriebs, des Gewichtsverhältnisses und des hohen Bodendrucks eingeschränkt sein.
Viele sind von bestehenden LKW-Fahrgestellen abgeleitet. Die ursprünglichen Rhodesian Mine Ambush Protected-Fahrzeuge wurden von Unimog-, Mercedes- und Nissan-Lkw-Fahrgestellen abgeleitet.

## Modelle
Der Begriff bezieht sich auf eine breite Palette von Fahrzeugen, die von einer Reihe von Nationen entwickelt wurden:
- ATF Dingo
- AMZ Dzik
- AMZ Tur
- AMZ Żubr
- Bushmaster IMV
- BAE Caiman – Teils des MRAP Programm
- BMC Kirpi
- COMBATGUARD
- Casspir –
- MRAP
- Cougar – Teils des MRAP Programm
- Didgori series
- Dongfeng Mengshi
- First Win
- Force Protection Ocelot
- GAZ Tigr
- GAZ Vodnik
- Golan Armoured Vehicle
- Grizzly APC
- Hunter TR-12
- International MaxxPro – Teils des MRAP Programm
- Iveco LMV
- Kamaz Typhoon
- M16 Miloš
- Mine Protected Combat Vehicle – Rhodesia IMV 1979
- Mungo ESK
- Nexter Aravis
- Nimr
- Novator
- Oshkosh M-ATV – Teils des MRAP Programm
- Oshkosh L-ATV
- Otokar Cobra
- RG-31 Nyala
- RG-33
- RMMV Survivor R
- TAD Turangga
- Toofan
- Ural Typhoon
- Unicob